# ウィッシュボーン・フォー
『ウィッシュボーン・フォー』（Wishbone Four）は、イギリスのロック・バンド、ウィッシュボーン・アッシュが1973年に発表した4作目のスタジオ・アルバム。

## 背景
デレク・ローレンスと袂を分かち、初のセルフ・プロデュース作品となった。音楽的には、前スタジオ・アルバム『百眼の巨人アーガス』（1972年）で顕著だったプログレッシブ・ロック色を捨て、より引き締まったロックンロール色を押し出した作品とみなされている。

## 反響・評価
全英アルバムチャートでは最高12位に終わり、前作『百眼の巨人アーガス』に続く全英トップ10入りは果たせなかった。一方、アメリカのBillboard 200では自身最高の44位に達し、バンド唯一の全米トップ50アルバムとなった。日本では自身初のオリコンLPチャート入りを果たし、最高46位を記録した。
Bruce Ederはオールミュージックにおいて5点満点中4点を付け「『ウィッシュボーン・フォー』は、プログレッシブな野心を一旦脇に置いて、グループの最もソリッドなロック・アルバムとなったが、彼らのフォークを基盤とした要素は、これまでになく堅実に表れている」「彼らの最も成熟した、そして最も成功したアルバム」と評している。

## 収録曲
作詞は1. - 7.がマーティン・ターナー、8.がスティーヴ・アプトンにより、作曲は全曲ともメンバー4人による。
1. ソー・メニー・シングス・トゥ・セイ - "So Many Things to Say" - 5:05
2. ビーコンのバラッド - "Ballad of the Beacon" - 5:05
3. ノー・イージー・ロード - "No Easy Road" - 3:52
4. エヴリバディ・ニーズ・ア・フレンド - "Everybody Needs a Friend" - 8:29
5. ドクター - "Doctor" - 5:54
6. ソレル - "Sorrel" - 5:04
7. シング・アウト・ザ・ソング - "Sing Out the Song" - 4:26
8. ロックン・ロール・ウィドウ - "Rock 'n Roll Widow" - 5:54

## 参加ミュージシャン
- マーティン・ターナー - ボーカル、ベース
- アンディ・パウエル - ボーカル、ギター
- テッド・ターナー - ボーカル、ギター、スティール・ギター、12弦ギター
- スティーヴ・アプトン - ドラムス、パーカッション

アディショナル・ミュージシャン
- グラハム・マイトランド - ピアノ(on #3)
- バド・パークス、デイヴ・コックスヒル、フィル・ケンジー - ホーン・セクション(on #3)
- ジョージ・ナッシュ - キーボード(on #4)